# كرومات النيكل الثنائي
كرومات النيكل الثنائي هو مركب كيميائي صيغته NiCrO4، ويوجد على هيئة صلب بني غامق.

## التحضير
يحضر المركب من كربونات النيكل الثنائي مع أكسيد الكروم السداسي عند درجة حرارة مقدارها 260 °س:
{\displaystyle \mathrm {NiCO_{3}+CrO_{3}\longrightarrow NiCrO_{4}+CO_{2}\uparrow } }

## الخواص
يوجد المركب في الشروط القياسية على هيئة صلب بني غامق، وهو جيد الانحلال في الماء، وللمركب بنية بلورية ذات نظام بلوري معيني قائم.
يؤدي تسخين المركب إلى درجات حرارة تتجاوز 600 °س، إلى تفككه:
{\displaystyle {\ce {4 NiCrO4 -> 2 NiCr2O4 + 2 NiO + 3 O2}}}